# Olivério José Ortiz
Olivério José Ortiz da Silva (Caçapava do Sul, 30 de setembro de 1789 - Alegrete, 10 de janeiro de 1869) foi um político e militar brasileiro.
Filho de José Ortiz da Silva e de Maria Josefa de Araújo, casou-se com Febrônia Cândida da Cunha. Assentou praça muito novo no Regimento de Dragões de Rio Pardo, como tenente distinguiu-se na Guerra contra Artigas, participando das batalhas de Butuí e Catalão, sendo elogiado pelo Marquês de Alegrete.[carece de fontes?] Participou da Guerra Cisplatina, como coronel.
Foi eleito deputado provincial, junto com seu irmão padre Fidêncio José Ortiz, para a 1ª Legislatura da Assembleia Legislativa Provincial do Rio Grande do Sul.
Ao rebentar a Revolução Farroupilha era comandante da guarnição de São Gabriel, serviu à principio com as forças do governo, porém aderiu depois ao movimento revolucionário, até o dia em que Bento Manoel Ribeiro, foi incorporar-se às tropas do governo. Desgostoso, recolheu-se à vida privada. Eleito deputado à Constituinte rio-grandense, não quis tomar assento, ferido por ingratidões políticas.[carece de fontes?]